# SN 2007qt
SN 2007qt – supernowa typu Ia odkryta 4 listopada 2007 roku w galaktyce A032925-0038. W momencie odkrycia miała maksymalną jasność 22,70m.